# Quesques
Quesques è un comune francese di 712 abitanti situato nel dipartimento del Passo di Calais nella regione dell'Alta Francia.
Il territorio comunale ospita le sorgenti del fiume Liane.

## Storia

### Simboli
È lo stemma creato dai compilatori dell'Armorial général de France del 1698 attribuito al capitolo della collegiata di Saint-Pol-sur-Ternoise, che possedeva il territorio di Quesques prima della Rivoluzione francese.

## Società

### Evoluzione demografica
Abitanti censiti